# ۴۳۹ (میلادی)
۴۳۹ (میلادی) چهارصد و سی و نهمین سال گاهشماری میلادی است.

## رویدادها
- ۱۹ اکتبر - کارتاژ به تصرف وندال‌ها به رهبری گایسریک درآمد.

## درگذشتگان
‎